# Kim Kyung-ah
Pour les articles homonymes, voir Kim.
Dans ce nom coréen, le nom de famille, Kim, précède le nom personnel Kyung-ah.
Kim Kyung-ah est une pongiste sud-coréenne née le 25 mai 1977 à Daejeon.

## Carrière
Elle est médaillée de bronze en simple aux Jeux olympiques d'été de 2004 et médaillée de bronze par équipes aux Jeux olympiques d'été de 2008. Son palmarès aux Championnats du monde de tennis de table se compose de trois médailles de bronze en double en 2007, 2009 et 2011 et d'une médaille de bronze par équipe en 2012. Elle est également médaillée de bronze en mixte et par équipes aux Jeux asiatiques de 2006 et médaillée de bronze en simple et par équipe aux Jeux asiatiques de 2010.